# FC Aksu
El FC Aksu (en ruso: Футбольный клуб «Аксу») es un equipo de fútbol de Kazajistán que juega en la Primera División de Kazajistán, la segunda categoría nacional.

## Historia
Fue fundado en el año 2018 en la ciudad de Aksu,de la región de Pavlodar al noreste del país, como equipo de la Segunda División de Kazajistán, ganando el ascenso a la segunda división nacional dos años después.
En su primer año en la Primera División de Kazajistán es campeón y logra el ascenso a la Liga Premier de Kazajistán por primera vez.

## Palmarés
- Primera División de Kazajistán: 1

2021
- Segunda División de Kazajistán: 1

2020